# Sand Hutton
Sand Hutton är en ort och civil parish i Storbritannien.   Den ligger i grevskapet North Yorkshire och riksdelen England, i den centrala delen av landet, 280 km norr om huvudstaden London. Sand Hutton ligger 33 meter över havet och antalet invånare är 193.
Terrängen runt Sand Hutton är platt. Runt Sand Hutton är det ganska tätbefolkat, med 139 invånare per kvadratkilometer. Närmaste större samhälle är York, 11,7 km sydväst om Sand Hutton. Trakten runt Sand Hutton består till största delen av jordbruksmark.